# Río Snohomish
El Snohomish es un río del estado norteamericano de Washington, formado por la confluencia de los ríos Skykomish y Snoqualmie cerca de la localidad de Monroe. El río Snohomish fluye hacia al noreste desembocando en el estrecho de Puget cerca de la bahía de Port Gardner, entre los municipios de Everett y Marysville. Su principal afluente es el río Pilchuck, que se une a él en la localidad de Snohomish. El sistema del río Snohomish drena el la este de la Cordillera de las Cascadas desde Snoqualmie Pass hacia el norte hasta Stevens Pass.

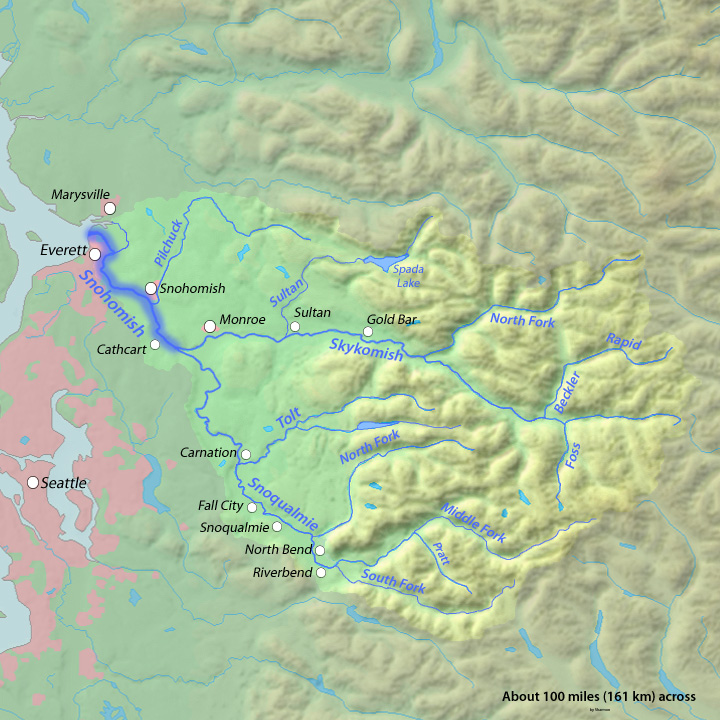
Mapa del río Snohomish y tributarios.

Medido en Monroe, el río Snohomish tiene un caudal medio anual de 394 m³/s. con un valor máximo de 150.000 m³/s. En comparación, el río más largo del estado de Washington, el río Columbia, tiene un caudal medio de 7.500 m³/s.